# Miniopterus fraterculus
Miniopterus fraterculus је врста слепог миша (Chiroptera) из породице вечерњака (Vespertilionidae).

## Распрострањење
Врста има станиште у Замбији, Зимбабвеу, Јужноафричкој Републици, Кенији, Малавију, Мозамбику, Свазиленду и Танзанији.

## Станиште
Врста Miniopterus fraterculus има станиште на копну.

## Угроженост
Ова врста није угрожена, и наведена је као последња брига јер има широко распрострањење.

### Популациони тренд
Популациони тренд је за ову врсту непознат.